# Dampierre-sur-Moivre
Dampierre-sur-Moivre è un comune francese di 122 abitanti situato nel dipartimento della Marna nella regione del Grand Est.

## Società

### Evoluzione demografica
Abitanti censiti